# Tainia simondii
Tainia simondii är en orkidéart som först beskrevs av Gunnar Seidenfaden och Leonid Vladimirovitj Averjanov, och fick sitt nu gällande namn av Ined. Tainia simondii ingår i släktet Tainia och familjen orkidéer.
Artens utbredningsområde är Vietnam. Inga underarter finns listade i Catalogue of Life.